# Le Calvaire
Le Calvaire – powieść francuskiego pisarza Octave’a Mirbeau wydana 23 listopada 1886 roku po wstępnej, częściowej publikacji w La Nouvelle Revue.

## Streszczenie
Główny bohater tej pierwszoosobowej narracji, Jean Mintié, zaczyna od opisu swojego dzieciństwa spędzonego między popadającą w chorobę psychiczną matką a odległym i nierozumiejącym go ojcem. Rozdział drugi zawiera wstrząsającą relację z doświadczeń bohatera z wojny francusko-pruskiej 1870 roku. Kolejne rozdziały skupiają się na zasadniczym temacie powieści: wyniszczającej miłości Mintiégo do Juliette Roux, kobiety lekkiego prowadzenia. Bohater szybko zdaje sobie sprawę z pustki wewnętrznej i braku zasad moralnych swojej wybranki, mimo to nie potrafi zakończyć związku, który prowadzi go do ruiny finansowej i do wyjałowienia twórczego (Mintié jest pisarzem). Ostatnie sceny pokazują Jeana w kombinezonie robotnika, zmierzającego do rogatek Paryża w geście buntu przeciwko cywilizacji.

## Wymowa utworu

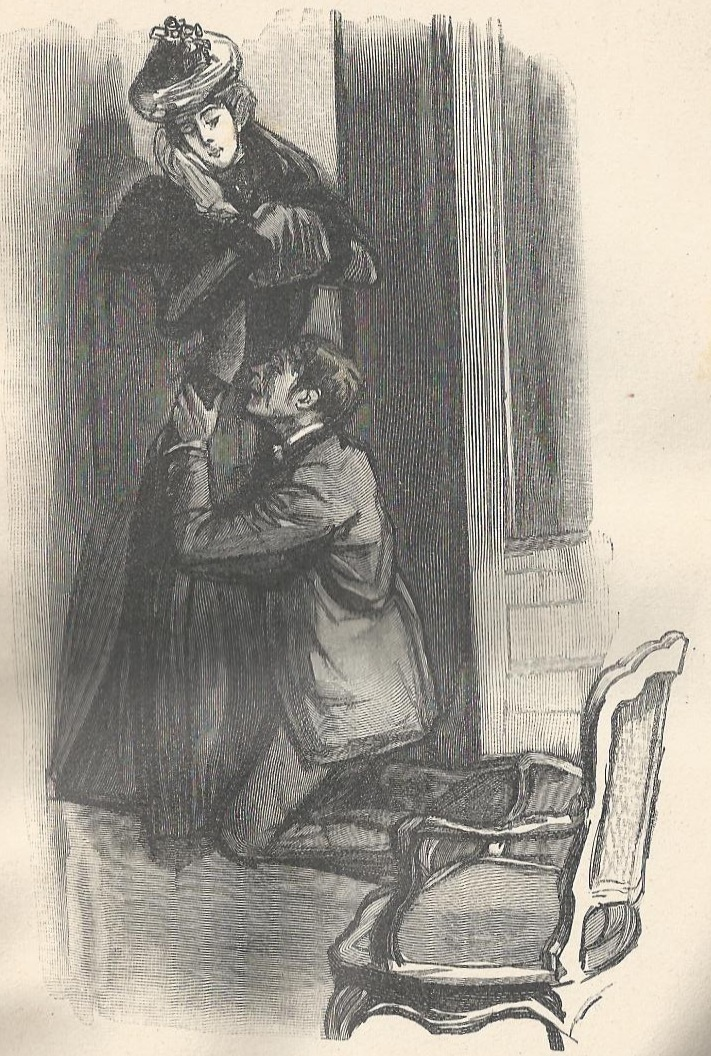
Georges Jeanniot, 1901

Le Calvaire to debiut Mirbeau pod jego własnym nazwiskiem. W dużej mierze jest to utwór autobiograficzny, opisujący nieszczęśliwą miłość pisarza do Judith Vimmer. Rozdział drugi, również oparty na osobistych doświadczeniach Mirbeau z czasów wojny francusko-pruskiej, wywołał gwałtowne reakcje wśród francuskich nacjonalistów, którzy widzieli w nim zamach na wielkość armii francuskiej. W rzeczywistości jest to dojmujący i niezwykle prawdziwy opis wojennego koszmaru, widzianego z perspektywy pojedynczego żołnierza uwikłanego w absurd bezlitosnej machiny wojennej. Z kolei wizja miłości, przesiąknięta pesymizmem i niewiarą w możliwość porozumienia między kobietą i mężczyzną, opiera się nie tylko na osobistych przeżyciach autora, ale również na bardzo nośnej w tamtym okresie filozofii Arthura Schopenhauera i na mizoginizmie powszechnym we Francji drugiej połowy XIX wieku.
Książka nie doczekała się jeszcze polskiego tłumaczenia.